# Port lotniczy Pibor
Port lotniczy Pibor (ICAO: HSPI) – port lotniczy położony w Piborze, w Sudanie Południowym, stan Jonglei.